# Impatiens acuminata
Impatiens acuminata är en balsaminväxtart som beskrevs av George Bentham. Impatiens acuminata ingår i släktet balsaminer, och familjen balsaminväxter. Inga underarter finns listade i Catalogue of Life.